# Mínims quadrats generalitzats
En estadística, els mínims quadrats generalitzats (GLS) és un mètode utilitzat per estimar els paràmetres desconeguts en un model de regressió lineal quan hi ha un cert grau de correlació entre els residus en el model de regressió. És possible que els mínims quadrats i els mínims quadrats ponderats hagin de ser més eficients estadísticament i evitar inferències enganyoses. GLS va ser descrit per primera vegada per Alexander Aitken el 1935.

## Esquema del mètode
En els models de regressió lineal estàndard s'observen dades {\displaystyle \{y_{i},x_{ij}\}_{i=1,\dots ,n,j=2,\dots ,k}} sobre n unitats estadístiques.
Els valors de resposta es col·loquen en un vector,{\displaystyle \mathbf {y} \equiv {\begin{pmatrix}y_{1}\\\vdots \\y_{n}\end{pmatrix}},}i els valors del predictor es col·loquen a la matriu de disseny,
{\displaystyle \mathbf {X} \equiv {\begin{pmatrix}1&x_{12}&x_{13}&\cdots &x_{1k}\\1&x_{22}&x_{23}&\cdots &x_{2k}\\\vdots &\vdots &\vdots &\ddots &\vdots \\1&x_{n2}&x_{n3}&\cdots &x_{nk}\end{pmatrix}},}on cada fila és un vector de la {\displaystyle k} variables predictores (inclosa una constant) per al {\displaystyle i} punt de dades. El model assumeix que la mitjana condicional de {\displaystyle \mathbf {y} } donat {\displaystyle \mathbf {X} } ser una funció lineal de {\displaystyle \mathbf {X} } i que la variància condicional del terme d'error donat {\displaystyle \mathbf {X} } és una matriu de covariància no singular coneguda, {\displaystyle \mathbf {\Omega } } . Això és,{\displaystyle \mathbf {y} =\mathbf {X} {\boldsymbol {\beta }}+{\boldsymbol {\varepsilon }},\quad \operatorname {E} [{\boldsymbol {\varepsilon }}\mid \mathbf {X} ]=0,\quad \operatorname {Cov} [{\boldsymbol {\varepsilon }}\mid \mathbf {X} ]={\boldsymbol {\Omega }},}on {\displaystyle {\boldsymbol {\beta }}\in \mathbb {R} ^{k}} és un vector de constants desconegudes, anomenats "coeficients de regressió", que s'estimen a partir de les dades. Si {\displaystyle \mathbf {b} } és una estimació del candidat per {\displaystyle {\boldsymbol {\beta }}}, aleshores el vector residual per {\displaystyle \mathbf {b} } és {\displaystyle \mathbf {y} -\mathbf {X} \mathbf {b} }. Estimacions del mètode dels mínims quadrats generalitzats {\displaystyle {\boldsymbol {\beta }}} minimitzant la longitud al quadrat de Mahalanobis d'aquest vector residual:{\displaystyle {\begin{aligned}{\hat {\boldsymbol {\beta }}}&={\underset {\mathbf {b} }{\operatorname {argmin} }}\,(\mathbf {y} -\mathbf {X} \mathbf {b} )^{\mathrm {T} }\mathbf {\Omega } ^{-1}(\mathbf {y} -\mathbf {X} \mathbf {b} )\\&={\underset {\mathbf {b} }{\operatorname {argmin} }}\,\mathbf {y} ^{\mathrm {T} }\,\mathbf {\Omega } ^{-1}\mathbf {y} +(\mathbf {X} \mathbf {b} )^{\mathrm {T} }\mathbf {\Omega } ^{-1}\mathbf {X} \mathbf {b} -\mathbf {y} ^{\mathrm {T} }\mathbf {\Omega } ^{-1}\mathbf {X} \mathbf {b} -(\mathbf {X} \mathbf {b} )^{\mathrm {T} }\mathbf {\Omega } ^{-1}\mathbf {y} \,,\end{aligned}}}que equival a,
{\displaystyle {\hat {\boldsymbol {\beta }}}={\underset {\mathbf {b} }{\operatorname {argmin} }}\,\mathbf {y} ^{\mathrm {T} }\,\mathbf {\Omega } ^{-1}\mathbf {y} +\mathbf {b} ^{\mathrm {T} }\mathbf {X} ^{\mathrm {T} }\mathbf {\Omega } ^{-1}\mathbf {X} \mathbf {b} -2\mathbf {b} ^{\mathrm {T} }\mathbf {X} ^{\mathrm {T} }\mathbf {\Omega } ^{-1}\mathbf {y} ,}